# Inchkenneth Chapel

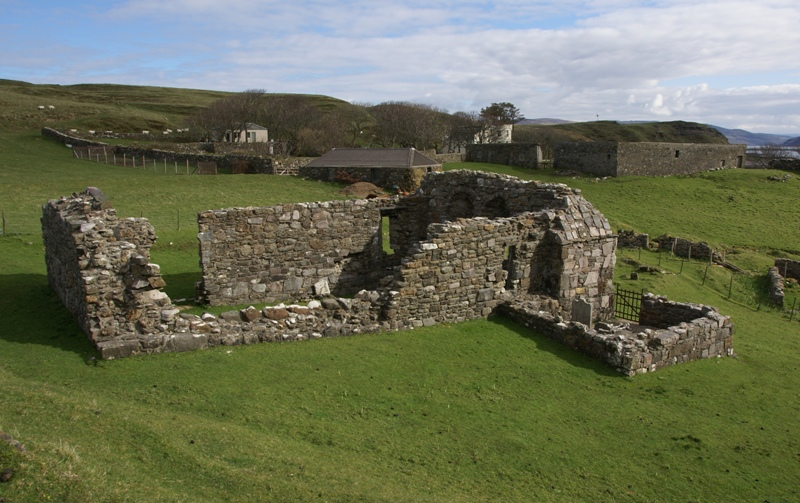
Inchkenneth Chapel gezien vanaf de begraafplaats. De aanbouw rechts vooraan is het mausoleum van de MacLeans van Brolas.

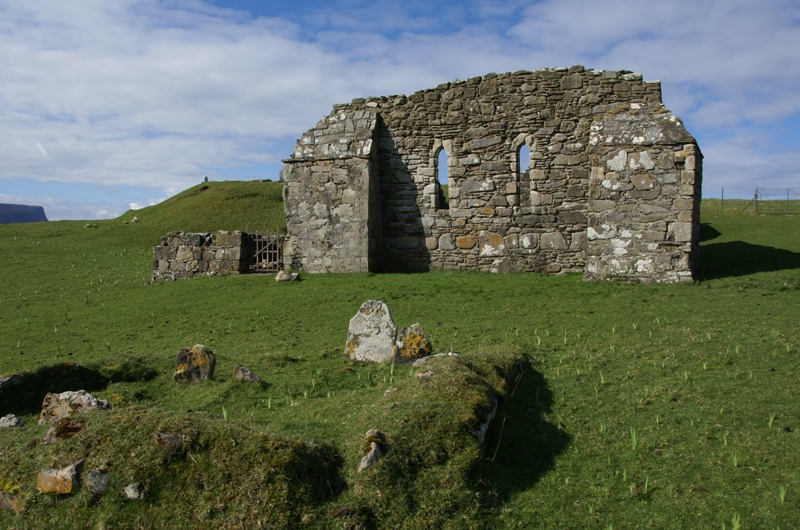
De oostzijde van Inchkenneth Chapel met de twee massieve steunberen. Vooraan de fundamenten van een mausoleum.

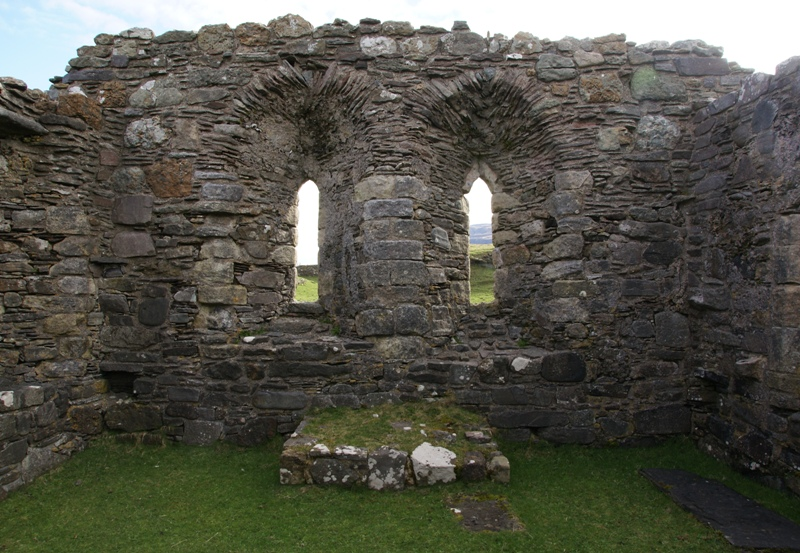
Het koor met de basis van het altaar en de spitsboogvensters.

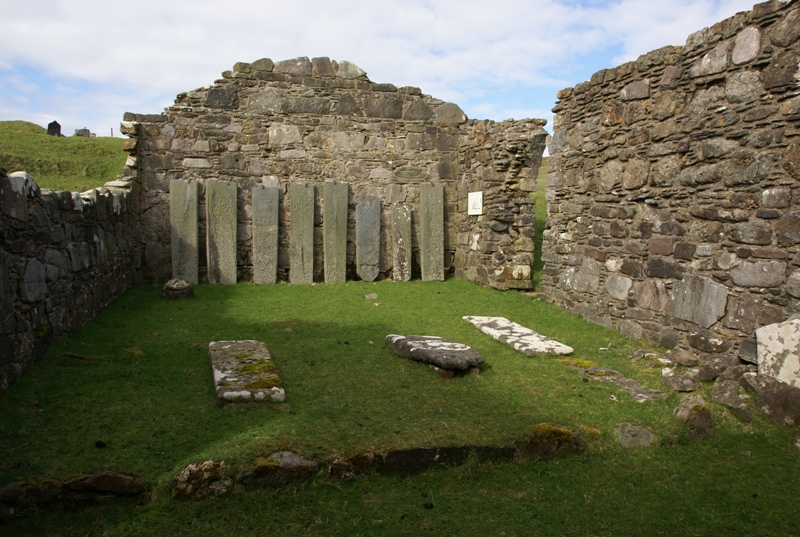
Het schip ligt hoger dan het koor. Acht grafstenen uit de veertiende en vijftiende eeuw zijn tentoongesteld tegen de westmuur.

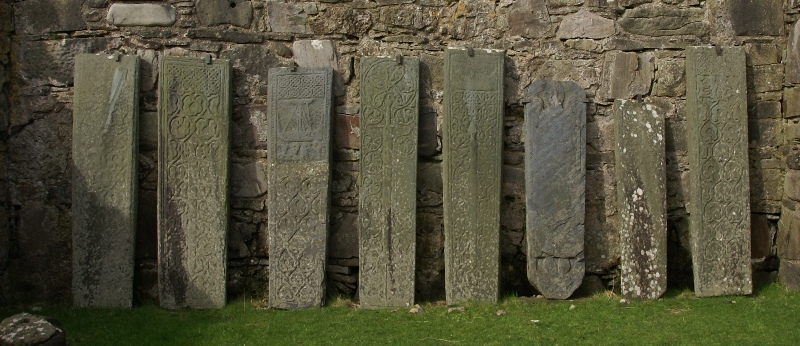
Acht grafstenen in de stijl van de Iona-school uit de veertiende en vijftiende eeuw.

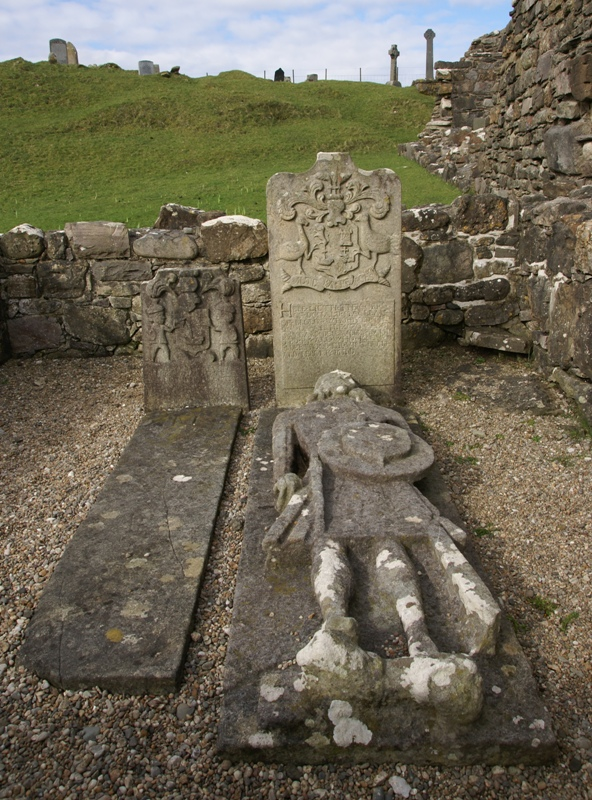
De achttiende-eeuwse grafstenen en zeventiende-eeuwse gisant in het mausoleum van de MacLeans van Brolas.

Inchkenneth Chapel, ook bekend als Saint Kenneth's Chapel en Inch Kenneth Chapel, is (de ruïne van) een dertiende-eeuwse kerk, gelegen op Inch Kenneth, een eiland ten westen van Mull en ten zuidzuidoosten van Ulva, in de Schotse regio Argyll and Bute.

## Geschiedenis
Inchkenneth Chapel werd in de dertiende eeuw gebouwd als parochiekerk. De kerk was gewijd aan Sint Cainnech van Aghaboe, die leefde in dezelfde tijd als Sint Columba. Het feit dat de kerk aan deze heilige was gewijd, kan erop wijzen dat er een vroegere kerk heeft gestaan; hier zijn echter geen sporen van teruggevonden.
Het eiland was tot 1574 eigendom van de nonnen van Iona Nunnery. Daarna werd het eiland eigendom van de MacLeans van Duart.
Vanaf de latere zestiende eeuw werd de kerk enkel nog gebruikt als begraafplaats.
Toen de schrijvers Samuel Johnson en James Boswell het eiland bezochten in 1773 had de kerk geen dak meer.
In 1926 kwam Inchkenneth Chapel in staatsbeheer en werd het gebouw geconsolideerd.

## Bouw
Inchkenneth Chapel is gelegen op de oostzijde van het eiland Inch Kenneth nabij een zanderige landingsplaats geschikt voor kleine boten. Op een verhoging ten westen van de kerk bevindt zich een kleine begraafplaats.
Aan de oostelijke kant van de zuidmuur van de kerk bevindt zich een mausoleum dat dateert van na de reformatie en bekendstaat als het mausoleum van de MacLeans van Brolas. De fundamenten van twee andere mausolea bevinden zich tien meter ten oosten van de kerk en 25 meter ten zuiden van de kerk.

### Kerk
Inchkenneth Chapel is oost-westelijk georiënteerd en heeft een rechthoekige plattegrond. De kerk is 12,3 meter lang en zes meter breed. De muren variëren in dikte van 0,9 tot 1,2 meter. De noord- en zuidmuren zijn vrijwel tot originele hoogte bewaard gebleven op het westelijk deel van de zuidmuur na, die slechts 1,4 meter hoog is. De gevels van de oostelijke en westelijke gevel zijn geslecht tot dezelfde hoogte als de zuid- en noordmuur. In 1815 waren deze gevels nog intact.
De oostelijke gevel werd in de late zestiende eeuw of vroege zeventiende eeuw aan beide hoeken middels massieve steunberen versterkt.
Het koor en het schip vormen een enkel geheel, waarbij de vloer van het koor iets lager ligt dan die van het schip.
De toegang tot de kerk bevindt zich aan de westelijke zijde van de noordelijke muur. Deze ingang was ooit onder meer versierd met een gepunte boog.
Er bevinden zich twee spitsboogvensters aan de oostzijde; dit is kenmerkend voor simpele kleine kerken in de westelijke hooglanden. Aan de oostelijke zijde van zowel de noordmuur als de zuidmuur bevindt zich een raam.
In de kerk is de basis van het altaar bewaard gebleven. Deze basis is centraal tegen de oostmuur geplaatst. Dit altaar was vermoedelijk voorzien van een steen met gebeeldhouwde voorstellingen, waarbij volgens Johnson en Boswell op een paneel bij het uiteinde de Maagd Maria was afgebeeld.
Aan de zuidzijde van het altaar in de zuidmuur bevindt zich een stenen uitsteeksel waarvan het bovenste deel is uitgehold; waarschijnlijk was dit een bassin voor een lamp.
Aan de noordzijde van het altaar in de oostelijke muur bevindt zich een stenen kast (aumbry), net als in de zuidelijke muur nabij het altaar.

### Grafstenen
In en bij Inchkenneth Chapel bevindt zich een collectie van grafstenen. In de kerk zijn onder meer acht grafstenen opgesteld tegen de westelijke muur. Deze grafstenen zijn gemaakt in de stijl van de Iona-school en dateren uit de veertiende en vijftiende eeuw. De stenen zijn versierd met zwaarden, galeien (met ingevouwen zeilen) en dier- en plantafbeeldingen. Op de grafstenen zijn onder meer dubbele rijen van ring-knopen afgebeeld; dit was een favoriet patroon van de Iona-school. Door de afwezigheid van een kruis en een inscriptie classificeren Steer en Bannerman deze grafstenen als klasse V in de verschillende stijlen van de Iona-school. Eén grafsteen toont een geestelijke met staf.
Ten zuidwesten van Inchkenneth Chapel bevindt zich een geringd kruis, dat dateert uit de periode 1500-1560. Het kruis staat op deze locatie sinds 1926. De schacht is aan beide zijden versierd met cheverons. De oostzijde van het kruis heeft op de schacht een voorstelling van een schaar.
In het mausoleum van de MacLeans van Brolas bevindt zich een zandstenen gisant uit de zeventiende eeuw. De gisant stelt een gewapende man voor wiens hoofd rust op een kussen. Hij houdt onder meer een schild vast en heeft een zwaard omgord dat lijkt op een zestiende-eeuwse claymore. Aan zijn rechterzij draagt hij een dirk. Wellicht betreft het hier een voorstelling van Allan MacLean.
Tevens staan er in dit mausoleum twee achttiende-eeuwse grafstenen. De ene heeft voorstellingen op de voor- en achterzijde van de heraldische wapens van de families Macpherson en MacLean van Duart en gedenkt Dame Mary MacPherson, Lady MacLean, overleden op 30-jarige leeftijd. De andere draagt het heraldische wapen van de MacLeans en gedenkt Donald MacLean van Brolas die in 1725 overleed. Ook het motto van de familie staat op de steen:ALTERA MERCES (een andere beloning). Op de achterzijde van deze grafsteen zijn een bazuin afgebeeld, waaruit de tekst komt: ARISE YE DEAD (Doden, staat op), een schedel en een zandloper.
Op de begraafplaats bevinden zich een aantal zeventiende- en achttiende-eeuwse tafeltombes en grafstenen.

## Beheer
Inchkenneth Chapel wordt beheerd door Historic Scotland.